# マジック:ザ・ギャザリング プロツアー殿堂
マジック:ザ・ギャザリング プロツアー殿堂(Magic: The Gathering Pro Tour Hall of Famer)は、マジック:ザ・ギャザリングのトーナメントで活躍した人物を顕彰するために設立された殿堂。
ウィザーズ・オブ・ザ・コーストが2005年に、プロツアー10周年を記念して設立した。一年に一度候補者の中から、長年プロツアーに接してきた記者やコメンテーター、高レベルのジャッジなどによって構成される委員会の投票によって選考され、委員会から60%以上（2017年の基準）の投票を得たプレイヤーが毎年顕彰されている。2013年までに10カ国、36人のプレイヤーが殿堂入りしている。
殿堂入り候補者になるためには、「生涯プロ・ポイント150点(2013年以前は100点)以上」「初めてプロツアー（2011年以前の世界選手権含み）に出場してから10年以上経過してる」「プロツアー決勝ラウンド進出回数2回以上（2017年から）」「投票時にDCIによる資格停止を受けていない」という4つの条件を満たしている必要があり、さらに条件を満たしていても得票が少ない年が3年続いたプレイヤーは候補者から外される(一度外されたプレイヤーは、次の投票までの1年間にプロ・ポイントを4点以上稼げば候補者に復活する)。
殿堂入りを果たしたプレイヤーは、生涯全てのプロツアーに予選無しで参加できるなどの特権が与えられる。
- 2010年には、日本の齋藤友晴も選出されていたが、表彰式の前に出場停止処分が下され、それにより選出が取り消された。
- 2016年には、日本の渡辺雄也も選出されていたが、2019年に出場停止処分が下され、それにより除名された。

## 殿堂入りプレイヤー

### 第1回(2005年)
1. ジョン・フィンケル(Jon Finkel)(アメリカ)
2. ダーウィン・カッスル(Darwin Kastle)(アメリカ)
3. トミー・ホヴィ(Tommi Hovi)(アメリカ)
4. アラン・カマー(Alan Comer)(フィンランド)
5. オーレ・ラーデ(Olle Råde)(スウェーデン)

### 第2回(2006年)
1. ボブ・マーハー(Bob Maher)(アメリカ)
2. デビッド・ハンフリー(David Humpherys)(アメリカ)
3. ラファエル・レヴィ(Raphaël Lévy)(フランス)
4. ゲイリー・ワイズ(Gary Wise)(カナダ)
5. ロブ・ドハティ(Rob Dougherty)(アメリカ)

### 第3回(2007年)
1. カイ・ブッディ(Kai Budde)(ドイツ)
2. ズヴィ・モーショヴィッツ(Zvi Mowshowitz)(アメリカ)
3. 藤田剛史(ふじたつよし)(日本)
4. ニコライ・ヘルツォグ(Nicolai Herzog)(ノルウェー)
5. ランディ・ ビューラー(Randy Buehler)(アメリカ)

### 第4回(2008年)
1. ダーク・バベロウスキー(Dirk Baberowski)(ドイツ)
2. マイク・チュリアン(Mike Turian)(アメリカ)
3. イェルガー・ ヴィーガーズマ(Jelger Wiegersma)(オランダ)
4. オリヴィエ・ルーエル(Olivier Ruel)(フランス)
5. ベン・ルービン(Ben Rubin)(アメリカ)

### 第5回(2009年)
1. アントワン・ルエル(Antoine Ruel)(フランス)
2. カミエル・コーネリセン(Kamiel Cornelissen)(オランダ)
3. フランク・ カーステン(Frank Karsten)(オランダ)

### 第6回(2010年)
1. ガブリエル・ナシフ(Gabriel Nassif)(フランス)
2. ブライアン・キブラー(Brian Kibler)(アメリカ)
3. ブラム・スネップヴァンガース(Bram Snepvangers)(オランダ)

### 第7回(2011年)
1. 中村修平(なかむらしゅうへい)(日本)
2. アントン・ ヨンソン(Anton Jonsson)(スウェーデン)
3. スティーブン・オマホニー＝シュバルツ(Steven O'Mahoney-Schwartz)(アメリカ)

### 第8回(2012年)
1. パウロ・ヴィター・ダモ・ダ・ロサ(Paulo Vitor Damo da Rosa)(ブラジル)
2. 津村健志(つむらけんじ)(日本)
3. 大礒正嗣(おおいそまさし)(日本)
4. パトリック・チャピン(Patrick Chapin)(アメリカ)

### 第9回(2013年)
1. ルイス・スコット＝ヴァーガス(Luis Scott-Vargas)(アメリカ)
2. ウィリアム・ジェンセン(William Jensen)(アメリカ)
3. ベン・スターク(Ben Stark)(アメリカ)

### 第10回(2014年)
1. 三原槙仁(みはらまきひと)(日本)
2. ポール・リーツェル(Paul Rietzl)(アメリカ)
3. ギョーム・ワフォ＝タパ(Guillaume Wafo-Tapa)(フランス)

### 第11回(2015年)
1. エリック・フローリッヒ(Eric Froehlich)(アメリカ)
2. 八十岡翔太(やそおかしょうた)(日本)
3. ウィリ・エーデル(Willy Edel)(ブラジル)

### 第12回(2016年)
1. オーウェン・ツァーテンウェルド(Owen Turtenwald)(アメリカ)

### 第13回(2017年)
1. ジョシュ・アター＝レイトン(Josh Utter-Leyton)(アメリカ)
2. マーティン・ユーザ(Martin Juza)(チェコ)

### 第14回(2018年)
1. セス・マンスフィールド(Seth Manfield)(アメリカ)
2. リー・シー・ティエン(Lee Shi Tian)(香港)